# Günther Froebel
Günther Froebel (* 5. Oktober 1811 in Rudolstadt, Fürstentum Schwarzburg-Rudolstadt; † 3. Februar 1878) war ein deutscher Hofbuchdrucker, Verlagsbuchhändler und Auswanderungsvermittler in Rudolstadt.

## Leben und Wirken
Der Vater  Carl Poppo Froebel war Hofbuchdrucker und Pädagoge in Rudolstadt, die Mutter Johanne Sophie Dorothea war eine Tochter des dortigen
Hofintenfanten Johann Heinrich Rudolph Scheibe. Der Reformpädagoge Friedrich Froebel war ein Halbonkel.
Günther Froebel hatte noch vier Schwestern.
Er übernahm 1823 die Hofbuchdruckerei seines verstorbenen Vaters von seiner Mutter.
1846 gründete er die Allgemeine Auswanderungs-Zeitung, die die am längsten bestehende ihrer Art in deutschsprachigen Territorien wurde. Etwa zeitgleich gründete er ein Auswanderungs-Bureau, das bald als das wichtigste in Norddeutschland galt. Er vermittelte kostengünstige Auswanderungen nach Übersee und stand in engen geschäftlichen Beziehungen zu Schifffahrtsgesellschaften wie Hapag und Austria. In dieser Zeit verließ  etwa jeder zehnte Bewohner das Fürstentum Schwarzburg-Rudolstadt, ähnliche Massenauswanderungen gab es auch in anderen deutschen Fürstentümern.
Günther Froebel gab weitere Zeitschriften wie Isis,  sowie einige Handbücher heraus und verlegte und druckte zahlreiche weitere Werke in seiner Hofbuchdruckerei.
Nach seinem Tod verkaufte  seine Witwe Emilie, geborene  Graef Holland diese 1880 an A. Mitzlaff.